# Ptenopus kochi
Espèce
Statut de conservation UICN

 LC  : Préoccupation mineure
Ptenopus kochi est une espèce de geckos de la famille des Gekkonidae.

## Répartition
Cette espèce est endémique de Namibie.

## Habitat
Ce gecko se rencontre sur le sol des zones désertiques à semi-désertiques, dans des terriers qui le protègent de la chaleur et de la sécheresse de la journée.
Le climat est chaud voire très chaud en journée, avec des chutes marquées des températures la nuit. L’hygrométrie est faible, bien que ces geckos trouvent une humidité plus élevée dans les terriers où ils vivent.

## Description
Ptenopus kochi est assez massif, avec une grosse tête et de grands yeux. Ceux-ci sont surmontés d’un bourrelet de peau qui lui donnent un « regard » particulier. Il est orange, avec des points plus ou moins sombres. Il est insectivore.

## Étymologie
Cette espèce est nommée en l'honneur de Charles Koch (1874-1970).

## Publication originale
- Haacke, 1964 : Description of two new species of lizards and notes on Fitzsimonsia brevipes (FitzSimons) from the central Namib desert. Scientific Papers of the Namib Desert Research Station, vol. 25, p. 1-15